# Ніколо Антоніо Дзінґареллі
Нікколо Антоніо Дзінґареллі (італ. Niccolò Antonio Zingarelli; 4 квітня 1752 — 5 травня 1837) — італійський композитор.
Музичну освіту здобув в консерваторії Санта-Марія-ді-Лорето в Неаполі, де навчався у Алессандро Сперанца і Феделе Фенаролі. На початку кар'єри писав переважно опери: перша, «Монтесума», поставлена в 1781 році. В 1785 — 1803 рр. співпрацював, в основному, з театром «Ла Скала» — вищим досягненням Дзінґареллі як оперного композитора вважається «Ромео і Джульєтта» (1796). У 1789 був запрошений в Париж для твору й постановки опери «Антігона», однак з початком Французької революції втік назад в Італію. З 1792 був капельмейстером катедрального собору в Мілані, з 1794 по 1804 в Лорето, з 1804 по 1811 в соборі св. Петра в Римі. Написав оперу «Едіп в Колоні» (1802). Остання опера Дзінґареллі, «Береніка», створена в 1811 році. Успіху його опер багато в чому сприяли чудові виконавці, в числі яких А. Каталані, Л. Маркезі.
Більша частина творчої спадщини Дзінґареллі — церковна музика. Йому належить кілька сотень церковних творів — мес, ораторій і т. п., остання ораторія була завершена Дзінґареллі за місяць до смерті, в 85-річному віці.
Дзінґареллі був хормейстером Сікстинської капели в Римі (1804 — 1811). Був відсторонений від посади після того, як відмовився диригувати месою на честь коронації сина Наполеона Бонапарта як Короля Римського, і відправлений під арештом в Париж, де Наполеон, шанувальник музики Дзінґареллі, звільнив його від покарання і нагородив державним пенсіоном. У 1813 році Дзінґареллі зайняв пост директора Неаполітанської консерваторії (в числі його учнів були Вінченцо Белліні, Сальваторе Аньєллі, Маріо Аспа), а в 1816 році змінив Джованні Паїзієлло на посаді хормейстера Неаполітанського собору, яку займав до останніх днів життя.